# الحفي
الْحَفِيُّ هي صفة من صفات الله في الإسلام، وعده البعض من أسماء الله الحسنى، فقد عده ابن حجر العسقلاني في كتاب فتح الباري، وابن عثيمين في القواعد المثلى، ومعنى الحفيِّ؛ أي: البَر اللطيف. ورد مرة واحدة في القرآن الكريم في قوله تعالى: ﴿قَالَ سَلَامٌ عَلَيْكَ سَأَسْتَغْفِرُ لَكَ رَبِّي إِنَّهُ كَانَ بِي حَفِيًّا ۝٤٧﴾ سورة مريم:47.

## الأقوال في الحفي
- قال الراغب الأصفهاني في «المفردات». «يوصف الله عَزَّ وجَلَّ بأنه حفيٌّ، وهذا ثابت بالكتاب العزيز. قوله تعالى: ﴿قَالَ سَلَامٌ عَلَيْكَ سَأَسْتَغْفِرُ لَكَ رَبِّي إِنَّهُ كَانَ بِي حَفِيًّا ۝٤٧﴾ سورة مريم:47.»
- قد عدَّه ابن عثيمين - مع تردد عنده - من أسماء الله الحسنى في كتابه: "القواعد المثلى في صفات الله تعالى وأسمائه الحسنى".[2]
- قال ابن قتيبة في «تفسير غريب القرآن»:[2] أي: «بارَّاً عوَّدني منه الإجابة إذا دعوته».

## وصلات خارجية
- هل الحَفي من أسماء الله؟، محمد بن صالح العثيمين، مقطع صوتي، على موقع طريق الإسلام